# 圆芽箭竹
圆芽箭竹（学名：Fargesia semiorbiculata）为禾本科箭竹属下的一个种。

## 扩展阅读
- 維基物種上的相關：圆芽箭竹